# Savo

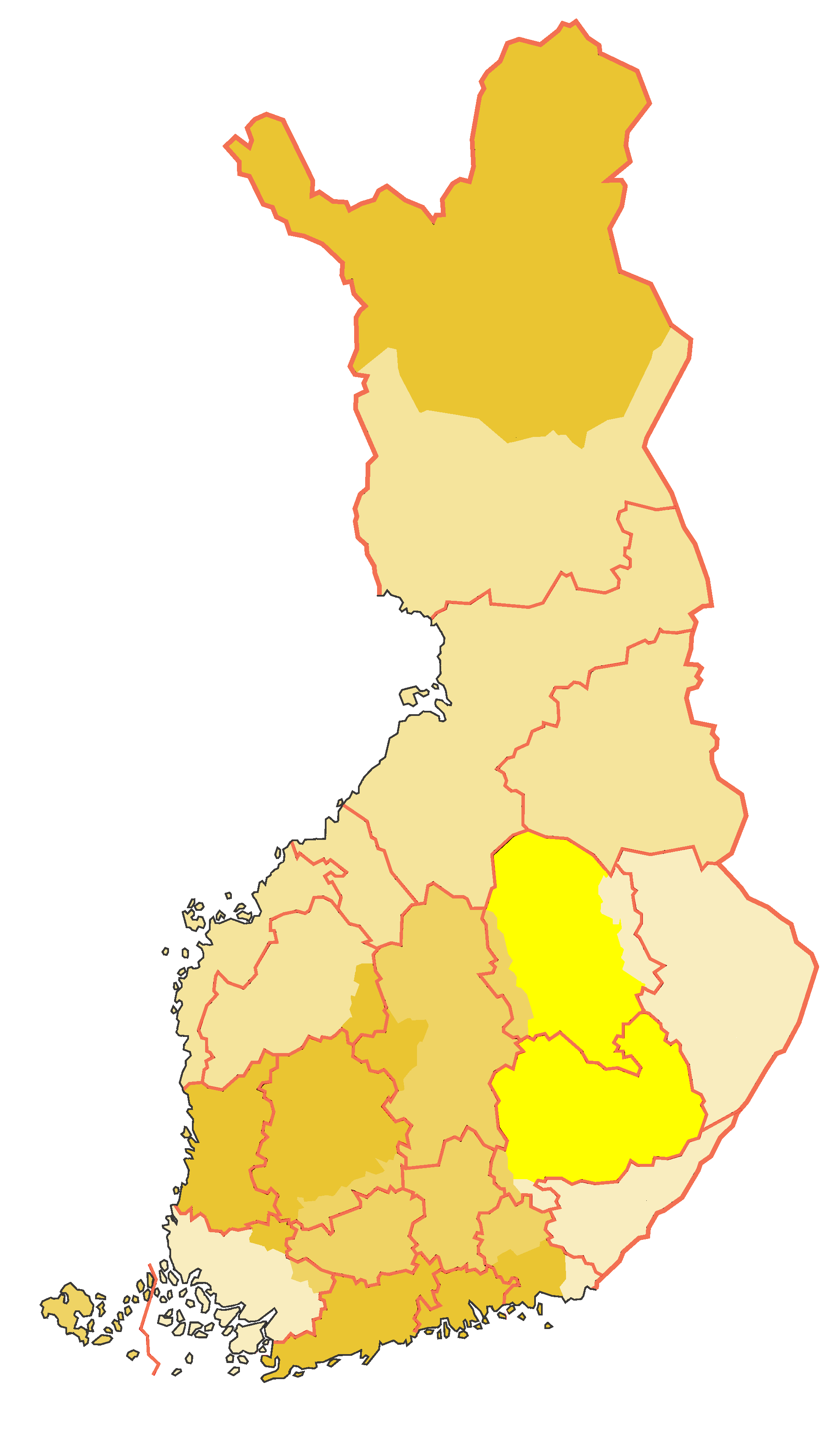
Historische Landschaften Finnlands, Savo in gelb (moderne Grenzen rot)

Savo [ˈsɑvɔ] (schwed. Savolax, lat. Savonia) ist eine der historischen Landschaften Finnlands. Die Grenzen der heutigen Landschaften Nordsavo (Pohjois-Savo, Norra Savolax) und Südsavo (Etelä-Savo, Södra Savolax) decken sich zum großen Teil mit den Grenzen der historischen Landschaft.
Savo bildet einen wesentlichen Bestandteil der Großregion, die man geläufig als Seen-Finnland bezeichnet. Der viertgrößte See Europas, Saimaa mit ca. 4400 km², liegt in dieser Region. Die Region ist zugleich sehr waldreich. Vieles, was man heute typischerweise mit Finnland assoziiert, findet man in Savo wieder.
Historisch gesehen ist Savo eine Grenzregion zwischen Ost und West, wo Schweden und Russland aufeinandertrafen. Seit den Friedensschlüssen von Nöteborg (1323) bzw. Teusina (1595) bildete die Ostgrenze Savos zugleich die Ostgrenze Schwedens zu Russland. Mit dem Frieden von Stolbowo (1617) verschob sich diese Grenze nach Osten. Dennoch gab und gibt es auch östliche Einflüsse, zum Beispiel durch die orthodoxe Kirche. Die Entstehung des finnischen Nationalbewusstseins erhielt Mitte des 19. Jahrhunderts starke Impulse von Kulturpersönlichkeiten aus Savo, wie Minna Canth, Juhani Aho, die Künstlerfamilie Edelfelt, die alle in der Stadt Kuopio lebten. Dort gab auch der spätere Staatsmann Johan Vilhelm Snellman eine der ersten finnischsprachigen Zeitungen heraus. Die heutigen regionalen Zeitungen sind Savon Sanomat (Kuopio), Itä-Savo (Savonlinna) und Länsi-Savo (Mikkeli).
Savo ist innerhalb Finnlands eine gängige Herkunftsbezeichnung, so wie in Deutschland Franken oder Rheinland die Herkunft bezeichnen, obwohl es keine entsprechenden Bundesländer gibt. Die Bewohner von Savo sprechen einen sehr markanten Dialekt, der sprachwissenschaftlich zu einer größeren Gruppe von Savo-Dialekten gehört. Eine in ganz Finnland bekannte Speise aus Savo ist kalakukko (in einem Brotlaib gebackener Fisch).